# Paweł Rańda
Paweł Rafał Rańda, född den 20 mars 1979 i Wrocław i Polen, är en polsk roddare.
Han tog OS-silver i lättvikts-fyra utan styrman i samband med de olympiska roddtävlingarna 2008 i Peking.